# حسن علی کالدیریم
حسن علی کالدیریم (انگلیسی: Hasan Ali Kaldırım؛ زادهٔ ۹ دسامبر ۱۹۸۹) بازیکن فوتبال اهل ترکیه است.
از باشگاه‌هایی که در آن بازی کرده‌است می‌توان به باشگاه فوتبال کایزرسلاوترن، باشگاه فوتبال فنرباغچه، و باشگاه فوتبال قیصریه‌اسپور اشاره کرد.
وی همچنین در تیم‌های ملی فوتبال زیر ۱۹ سال، زیر ۲۰ سال ترکیه، زیر ۲۱ سال ترکیه و ترکیه بازی کرده‌است.